# Bulbophyllum incisilabrum
Bulbophyllum incisilabrum là một loài phong lan thuộc chi Bulbophyllum.